# Stade Meteor (Dnipro)
Le stade Meteor (en ukrainien : Стадіон Метеор) est un stade omnisports situé à Dnipro, en Ukraine. Il fait partie du Sports Complex Meteor et dispose de 24 381 places.

## Histoire
Le stade est inauguré en 1966.